# Kells (banda)
Kells es un grupo francés de metal, con un estilo enmarcado dentro del Nu metal sinfónico.

## Historia
La formación original de Kells se remonta a 2001 con Patrick García (guitarra), Fabrice Desire (teclados) y Virginie Goncalves (voz). Diversas influencias y experiencias musicales dan lugar a un sonido particular que alinea pop, electro, metal y música clásica. 
El nombre del grupo tiene su origen en el Libro de Kells, un manuscrito céltico irlandés del año 800.
En 2004 entran en el grupo Jeremie Vinet (bajo y flauta travesera) y Guillaume Dagnaud (batería).
Ese mismo año, una productora indie francesa, AVFP Production, decide apostar por el grupo y produce su primer álbum, Gaia, lanzado en Francia el 23 de noviembre de 2005. Stéphane Piot, famoso realizador francés nominado tres veces para los premios Victoire de la musique, decide apostar por el proyecto de Kells.
Ya con cinco componentes, Kells recorre Francia, Bélgica y Luxemburgo, dando 55 conciertos en menos de un año y compartiendo escenario con famosos artistas franceses e internacionales como Apocalyptica, Épica, Aqme, Magica, Paradise Lost, Eths, L’Esprit du Clan, Tripod, Deportivo, Dub Incorporation o Kaophonic Tribu.
A la vista de las ventas de Gaia, el tour y los comentarios de la prensa, Kells se convierte poco a poco en uno de los referentes del metal gótico de Francia.
En marzo de 2007, Guillaume abandona el grupo; Jean Padovan entra como nuevo batería y Laurent Lesina, hasta entonces sustituto de Jérémie, se convierte en nuevo bajista titular.
El 23 de enero de 2009 se lanzó en Francia su segundo álbum, Lueurs, donde colabora la cantante Candice Clot de la banda Eths que ofrece su voz gutural en el tema La Sphère.
En otoño de 2010 participaron en una gira europea junto a otras bandas con cantantes femeninas del estilo Epica, Tarja Turunen y ReVamp de Floor Jansen.
A finales de verano de 2012, coincidiendo con el lanzamiento de su tercer álbum Anachromie, Kells acompaña a la banda noruega Tristania durante su tour europeo junto con la cantante Sarah Jezebel Deva y su banda.

## Estilo musical
La prensa musical se hizo eco de Kells, que conjunta metal, pop, electro y música clásica, con influencias de Evanescence e incluso Within Temptation. Las letras son escritas por Virginie Goncalves y los temas cantados en francés.

## Discografía

### Álbumes
- Gaia (2005)

1. Epitaphe - 1:36
2. Allant droit à l'envers - 3:29
3. Halluciné - 3:02
4. Gaïa - 3:00
5. E-mobile - 3:39
6. Miroir - 3:33
7. A l'aube - 3:26
8. L'ombre - 3:35
9. Inerte - 2:56
10. Etat d'arme - 3:24
11. Le vide - 4:26

- Lueurs (2009)

1. Réminiscences - 1:18
2. Avant que tu... - 3:53
3. La Sphère - 3:09
4. Délivre-moi - 3:38
5. In Utero - 3:35
6. Merveilles - 1:24
7. Mes rêves - 3:48
8. Lueurs - 3:15
9. Le Ciel - 2:53
10. Ailleurs - 3:06
11. Sans teint - 3:36
12. Le Dictat du silence - 3:59
13. Sur le fil - 4:15

- Anachromie (2012)

1. Bleu
2. Se Taire
3. Illusion d'une Aire
4. L'Heure que le Temps Va Figer
5. L'Asphalte
6. Emmurés
7. Quelque Part
8. Le Manège Déchanté
9. Cristal
10. Addictions
11. L'Autre Rive
12. Nuances
13. L'Écho
14. Furytale (Versión en inglés de "Se Taire")
15. On My Fate (Versión en inglés "L'Heure que le Temps Va Figer")

## Miembros
- Virginie Goncalves: voz
- Patrick Garcia: guitarra
- Laurent Lesina: bajo
- Julien Nicolás: batería

### Antiguos miembros
- Fabrice Desire: teclado (2001-2007)
- Guillaume Dagnaud: batería (2004-2007)
- Jeremie Vinet: bajo (2004-2007)
- Jean Padovan: batería (2007-2010)